# Marian Foik
Marian Foik (né le 6 octobre 1933 dans le quartier de Bielszowice de Ruda Śląska et décédé le 20 mai 2005 à Varsovie) est un athlète polonais spécialiste du 100 mètres, du 200 mètres et du 4 × 100 mètres. Licencié successivement au Spójni Katowice puis au Technika Zamosc et enfin au Legia Warszawa, il mesure alors 1,72 m pour 69 kg.

## Carrière

### Palmarès
| Date | Compétition           | Lieu      | Résultat | Épreuve    | Performance |
| ---- | --------------------- | --------- | -------- | ---------- | ----------- |
| 1956 | Jeux olympiques d'été | Melbourne | 6e       | 4 × 100 m  | 40 s 6      |
| 1958 | Championnats d'Europe | Stockholm | 6e       | 100 mètres | 10 s 9      |
| 1960 | Jeux olympiques d'été | Rome      | 4e       | 200 mètres | 20 s 90     |
| 1962 | Championnats d'Europe | Belgrade  | 6e       | 100 mètres | 10 s 5      |
| 1962 | Championnats d'Europe | Belgrade  | 2e       | 200 mètres | 20 s 8      |
| 1962 | Championnats d'Europe | Belgrade  | 2e       | 4 × 100 m  | 39 s 5      |
| 1964 | Jeux olympiques d'été | Tokyo     | 6e       | 200 mètres | 20 s 83     |
| 1964 | Jeux olympiques d'été | Tokyo     | 2e       | 4 × 100 m  | 39 s 3      |

### Records
| Épreuve    | Performance | Lieu  | Date |
| ---------- | ----------- | ----- | ---- |
| 100 mètres | 10 s 2      |       | 1961 |
| 200 mètres | 20 s 83     | Tokyo | 1964 |